# Louis Reinhardt (Maler)
Louis Reinhardt oder Ludwig Reinhardt (geb. 1849 in Plauen; gest. Ende Oktober 1870 im Traunsee) war ein deutscher Maler.
Reinhardt war ein Tier- und Landschaftsmaler der Spätromantik. Allerdings waren die Tiere wie Schaf- oder Rinderherden ihm das Wichtigere. Seine Werke erscheinen oft in Auktionskatalogen. Sein früher Tod verhinderte eine lange Schaffenszeit. Er wirkte seit 1869 in München, nachdem er zuvor an der Dresdner Kunstakademie studierte.
Der von Depressionen geplagte Reinhardt wählte den Freitod im Traunsee im Salzkammergut. Das geschah bei Frauenkirchen.
Dieser Maler wird oft fälschlich mit Georg Friedrich Louis Reinhardt verwechselt oder in Verbindung gebracht.

Werke Louis Reinhardts (Auswahl)
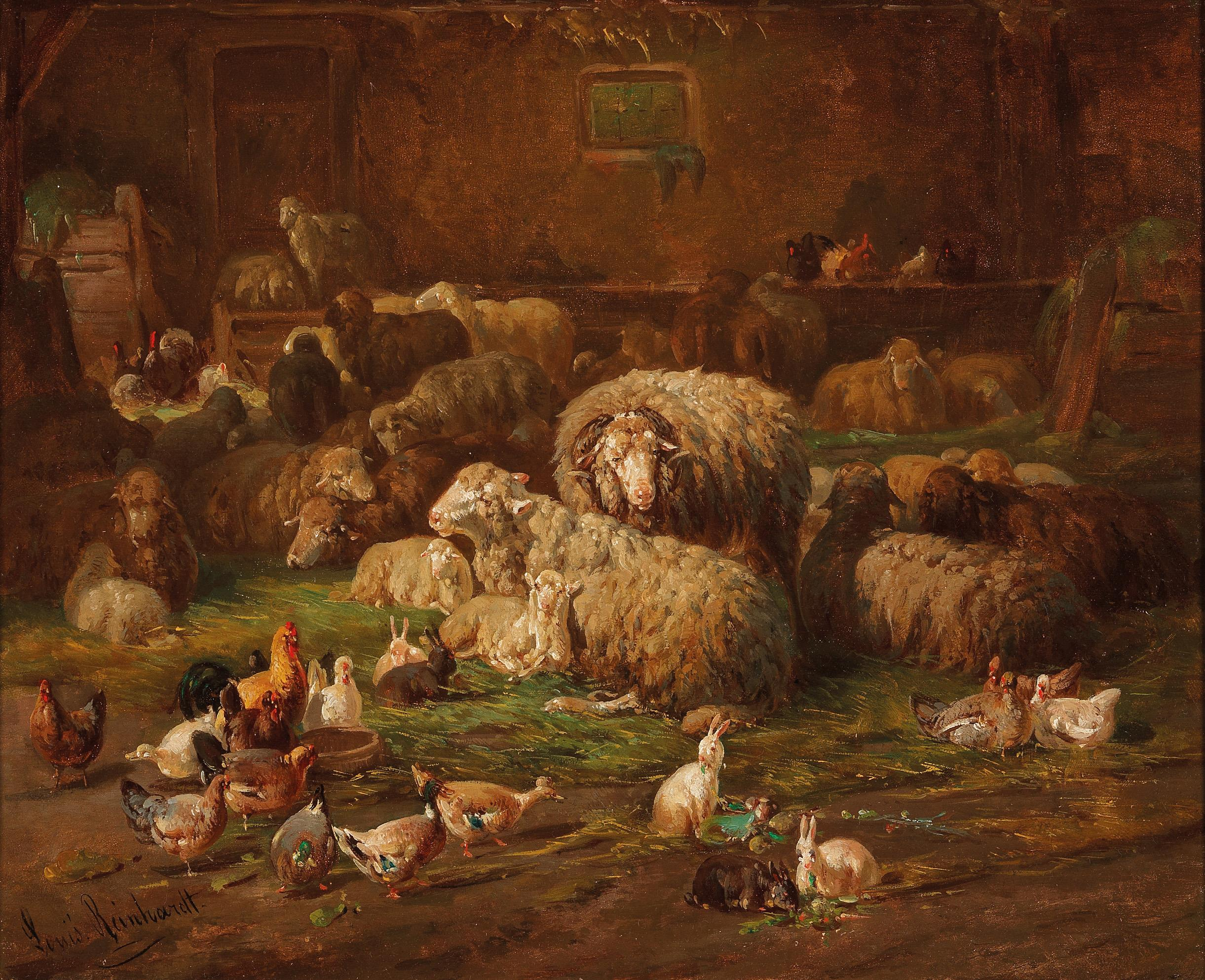
Stallinterieur
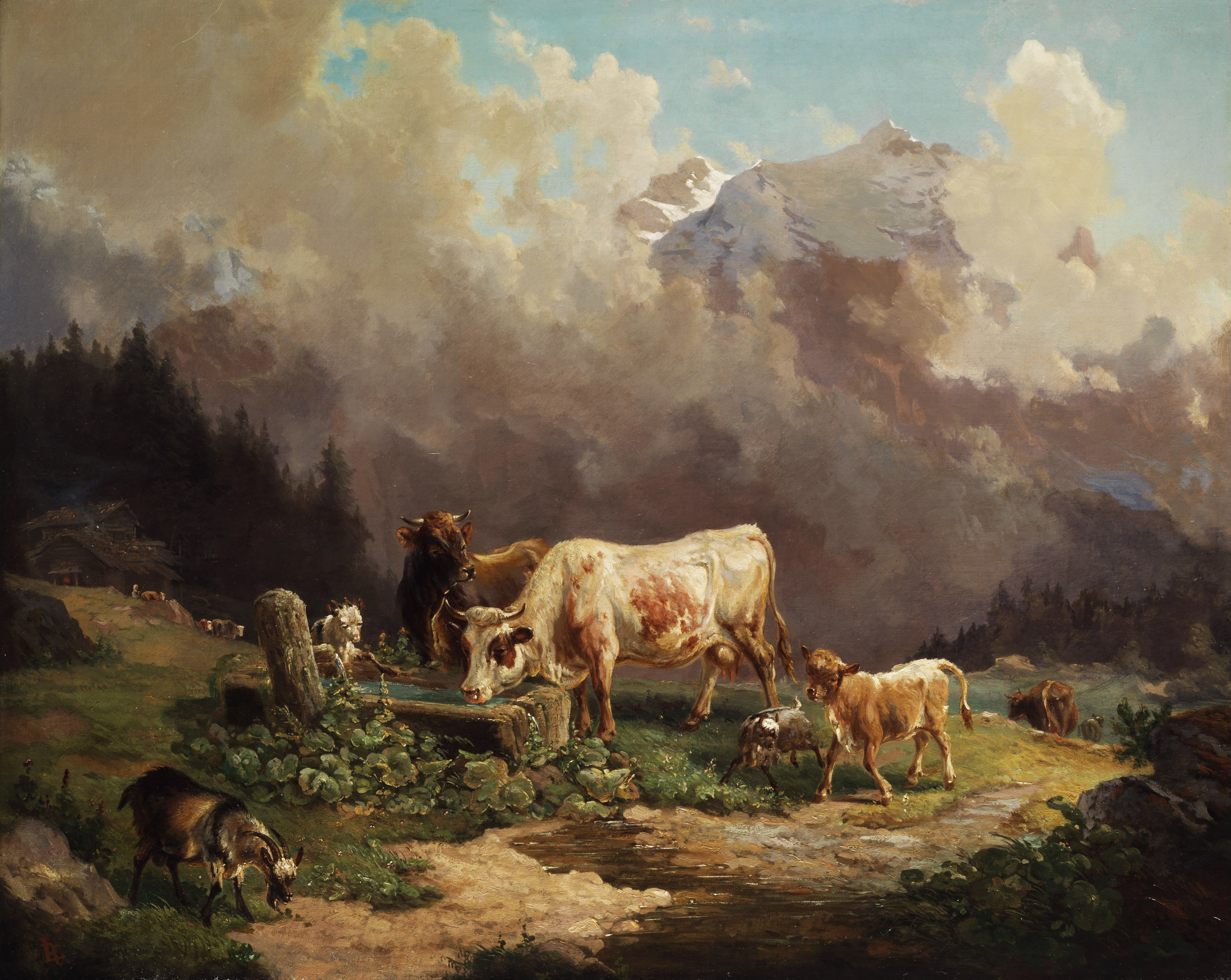
Ziegen und Rinder im Hochgebirge an der Tränke
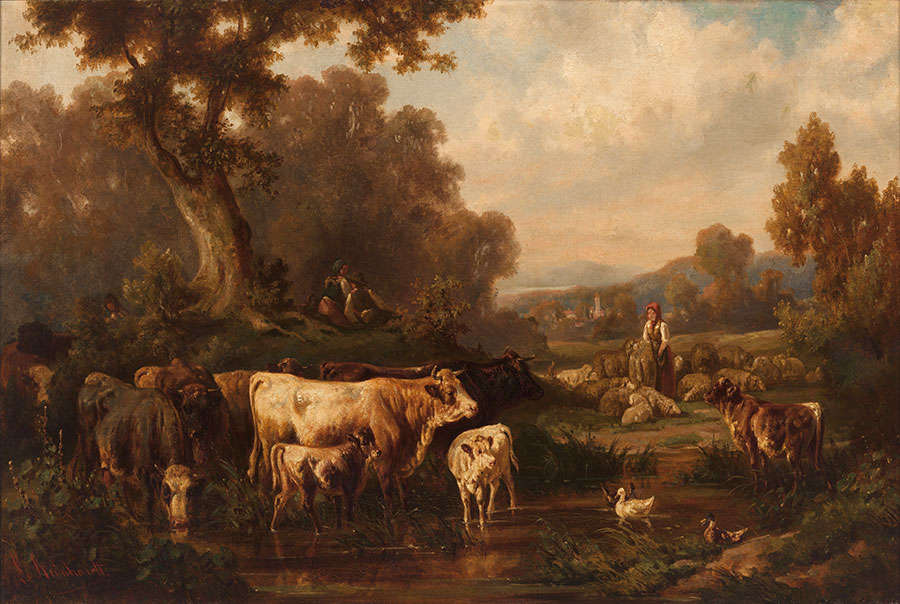
Bauern in der Landschaft mit Rindern
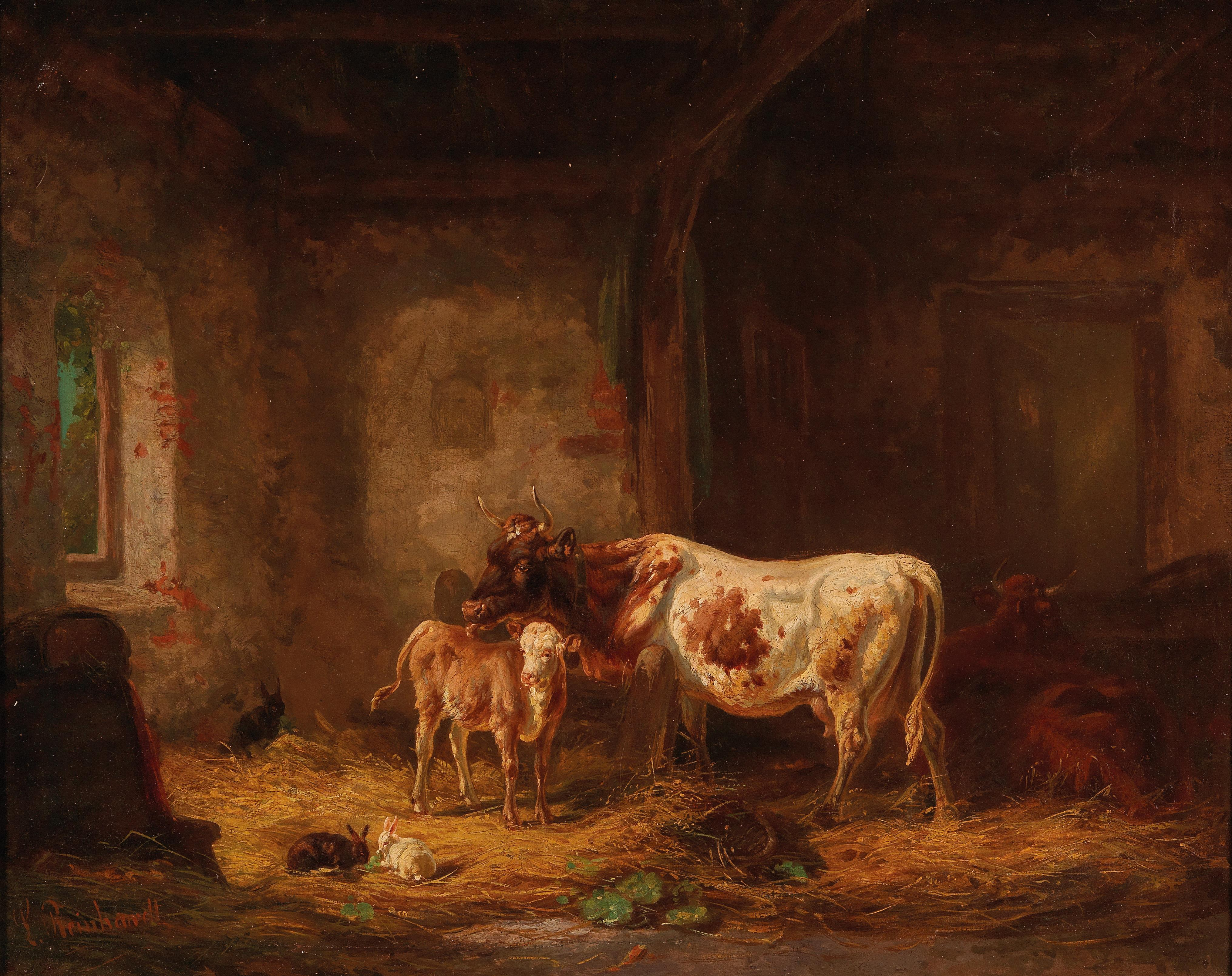
Kühe und Kaninchen im Stall